# Johann Moller
Johann Moller (Johannes Mollerus, født 27. februar 1661 i Flensborg, død 20. oktober 1725 sammesteds) var en dansk litteraturhistoriker.
Allerede medens Moller besøgte sin fødebys lærde skole, viste han en udpræget interesse for at indsamle bibliografiske og personalhistoriske oplysninger. Efter at være dimitteret studerede Moller nogle år ved universiteterne i Kiel og Leipzig; 1681 kom han til Hamborg, hvor ham — ligesom 3 år senere, da han rejste til København — med største iver drev på sine litterærhistoriske studier, efter at han ved familien Moths indflydelse havde skaffet sig adgang til flere private bogsamlinger. Ærgerrig var Moller ikke; når han i nogenlunde ro kunne dyrke sin passion, forlangte han ikke mere af livet. I 1685 tog han mod en beskeden plads som femte-hører ved latinskolen i Flensborg, og her avancerede han regelmæssig op ad embedsstigen, indtil han 1701 blev skolens rektor, i hvilken stilling han forblev til sin død. Han røgtede skolen godt og pligtopfyldende og skaffede den et bibliotek.
I 1687 havde Moller i et lille skrift (Prodromus Cimbriæ litteratæ) nedlagt en studie til sit hovedværk, og efter at han i mange år ved utrættelig flid og indsamlen havde forberedt sig til dette, nåede han inden sin død at få "Cimbria litterata" færdig, dette for enhver forsker af ældre nordisk litteraturhistorie uvurderlige værk. "Cimbria litterata" er et forfatterleksikon (og en bogfortegnelse) over alle de Moller bekendte skribenter, der har virket i landet mellem Kongeåen og Elben (Ribe og Kolding medregnede mod nord, Hamborg og Lübeck mod syd). Det ligger således i sagens natur, at det er af særlig betydning for studiet af sønderjyske og nordtyske litterære forhold. Først adskillige år efter forfatterens død lykkedes det at få det anselige værk, der omfatter 3 foliobind, udgivet ved geheimeråd J.L. Holsteins mellemkomst. I 1745 forelå det færdigt, forsynet med en fortale af Hans Gram.